# Roter Frontkämpferbund
Roter Frontkämpferbund (RFB, z niem. Związek Bojowy Czerwonego Frontu) – paramilitarna formacja powstała z inicjatywy Komunistycznej Partii Niemiec w roku 1924. Na jej czele stał Ernst Thälmann. Zawołaniem bojowników było hasło: „Rotfront”, pismem Die Rote Front, młodzieżową odnogą Rote Jungfront.
W okresie Republiki Weimarskiej członkowie Roter Frontkämpferbund wielokrotnie staczali krwawe walki uliczne z bojówkarzami nazistowskiej SA. Czasami obie organizacje zawierały jednak taktyczne sojusze, jak w przypadku strajku pracowników komunikacji miejskiej w Berlinie (listopad 1932), gdy bojówki SA i Rotfrontkämpferbundu wspólnie organizowały pikiety, zrywały szyny tramwajowe oraz biły osoby zgłaszające się do pracy („łamistrajków”).

## Literatura niemieckojęzyczna
- Kurt Finker: Geschichte des Roten Frontkämpferbundes. Dietz, Berlin (Ost) 1981.
- Kurt G.P. Schuster: Der rote Frontkämpferbund 1924–1929. Beiträge zur Geschichte und Organisationsstruktur eines politischen Kampfbundes. Droste, Düsseldorf 1975, ISBN 3-7700-5083-5 (Beiträge zur Geschichte des Parlamentarismus und der politischen Parteien 55), (Zugleich: Göttingen, Univ., Diss.).
- Hermann Weber: Die Wandlung des deutschen Kommunismus. Die Stalinisierung der KPD in der Weimarer Republik. 2 Bände. Europäische Verlagsanstalt, Frankfurt am Main 1969.
- Werner Hinze: Schalmeienklänge im Fackelschein. Ein Beitrag zur Kriegskultur der Zwischenkriegszeit. Tonsplitter, Hamburg 2002, ISBN 3-936743-00-2 (Tonsplitter, Archiv für Musik und Sozialgeschichte 1), (Zugleich: Bremen, Univ., Diss., 2002).
- Werner Hinze: Die Schalmei. Vom Kaisersignal zum Marschlied von KPD und NSDAP. Klartext, Essen 2003, ISBN 3-89861-113-2 (Schriften des Fritz-Hüser-Instituts für deutsche und ausländische Arbeiterliteratur der Stadt Dortmund Reihe 2: Forschungen zur Arbeiterliteratur 13), (Zugleich: Bremen, Univ., Diss., Teil 2).